# 川居尚美
川居 尚美（かわい なおみ、1980年7月4日 - ）は、日本の女優、演出家。
東京都多摩市出身。なないろ所属。国立音楽大学音楽学部声楽学科卒業。合唱、オペラのアンサンブル、サロンコンサート、バンド、ボイストレーナー、仮歌シンガーなどと幅広く活動している。

## 人物
第一種幼稚園教諭免許、甲種防火管理者の資格、普通自動車運転免許（AT限定）を所持する。漢検2級合格者でもある。
趣味は料理、空手、映画鑑賞、食べ歩き、ポケモンGO、釣り、ヨガ、歌（声楽・ポピュラー）。

## 出演

### テレビ番組
- 行列のできる法律相談所（日本テレビ）
- 園子温監督ドラマ（フジテレビ） - 公式プロフィールの記述より。具体的にどの作品に出たのかまでは明言されていない。
- その原因、Xにあり! （フジテレビ）

### オリジナルビデオ
- ほんとにあった! 呪いのビデオ- 演出補（44-75 , 88-89）, 構成・演出（76-80）
- 心霊マスターテープ2（2020年）

### 舞台
- フォーシーズン「舞え舞えかたつむり」[1]（別役実作・西方亨演出）（2010年6月10日 - 13日、武蔵野芸能劇場） - お雛様 役
- 好村俊子プロデュース〈鷹〉公演幽玄の世界への誘い「近代能楽集 班女」[2]（三島由紀夫作・小林拓生演出）（2010年12月1日 - 2日、新国立劇場近江楽堂） - 花子 役
- フォーシーズン「紙屋悦子の青春」[3]（松田正隆作・西方亨演出）（2011年3月12日 - 15日、武蔵野芸能劇場） - 紙屋悦子 役
- 遊戯空間「詩×劇 つぶやきと叫びー深い森の谷の底で」[4][5]（和合亮一作・篠本賢一演出）（2011年7月6日 - 7日、座・高円寺2）
- K.W.G.P.presents「ふろう」[6]（2011年11月18日 - 20日、神楽坂セッションハウス）
- 東京ハイビーム「オー・マイ・ゴースト」[7]（吉村ゆう作・演出）（2012年2月16日 - 22日、MAKOTOシアター銀座） - お嬢 役
- 遊戯空間「隅田川の線香花火」[8]（篠本賢一作・演出）（2012年6月26日 - 29日、浅草木馬亭） - 養女おのぶ役・新聞売の少年 役
- 「仮名手本忠臣蔵」（篠本賢一演出リーディング公演）（浅草木馬亭） - 小浪 役
- 東京ハイビーム「ホスピタル」[9]（吉村ゆう作・演出）（2012年11月22日 - 25日、スタジオサイロ） - 看護婦長タカコ 役
- 遊戯空間「仮名手本忠臣蔵」全段通しリーディング[10]（2012年12月12日 - 13日、浅草木馬亭） - 小浪 役
- 東京ハイビーム「最終電車」[11]（2013年3月26日 - 31日、シアターKASSAI） - マネージャー菅野 役
- 花鳥犬プロデュース「うっ！とおどろく玉手箱3」（2013年6月28日 - 30日、阿佐ヶ谷アートスペースプロット） - 地方信金の女たち 鈴木麗子 役
- 東京ハイビーム「STAR☆WARK」[12]（2013年9月18日 - 23日、Geki地下Liberty）
- 東京ハイビーム「時空計画」[13]（2014年8日 - 14日、シアターKASSAI） - グリーン 役

### アニメーション映画
- サマーウォーズ（2009年）
- 手塚治虫のブッダ -赤い砂漠よ!美しく-（2011年）

### 音楽
- 「めぐる風」（PSPサウンドノベル『電撃のピロト〜天空の絆〜』挿入歌 共同作詞・歌 配信リリース）（2010年）
- 国立オペラ・カンパニー青いサカナ団公演
- 「ラ・ボエーム」（2015年9月5日、なかのZEROホール）
- NHK交響楽団 年末特別公演「第九」（NHKホール）※複数回出演

### MC
- 南明奈ファンクラブイベント
- 東日本大震災復興支援チャリティイベント ちば芸術の森祭り
- 東久留米市 東日本大震災復興イベント
- 東久留米市ホールオープン記念式典

### その他
- 劇団クロックガールズ公演「死んでも言っちゃいけない10のこと」[14][15]（2009年11月10日 - 15日、シアターブラッツ） - 母親 役（声の出演）
- PlayStation Portable用ソフト『電撃のピロト〜天空の絆〜』（2010年、ベストメディア） - おかみさん 役、他
- ラジオドラマ ドラマ・ファクトリー「帰郷」「まごころ守り」「カセットテープ」「元日の奇跡」（2010年 - 2012年、ラジオ日本『カフェ・ラ・テ』内）
- VOMIC 『CRASH!』（集英社）